# Bingener Altar
Der Bingener Altar ist ein spätgotischer Flügelaltar der Ulmer Schule in der Pfarrkirche „Mariä Himmelfahrt“ in Bingen im Landkreis Sigmaringen in Baden-Württemberg. Die gemalten Bilder zeigen Szenen aus dem Marienleben. Die geschnitzten Figuren symbolisieren die christliche Heilsgeschichte.

## Geschichte
Das Kloster Zwiefalten als Inhaber der Patronatsrechte veranlasste um 1500 den Neubau der Kirche in Bingen. Für die netzrippengewölbte, kunstvolle Choranlage wurde beim damals bedeutenden Altarbauer Jörg Syrlin dem Jüngeren in Ulm ein Retabel bestellt. Die Schnitzfiguren entstammen der Werkstatt von Niklaus Weckmann, die Tafelbilder jener von Bartholomäus Zeitblom, beides bekannte Kunstschaffende der Ulmer Schule. Die Entstehung des Altars wird auf 1503–1505 datiert. Beim Übergang des Patronatsrechts an das Haus Hohenzollern-Sigmaringen wurde der Altar abgebaut und die Kirche barockisiert. 1884 entstand ein neugotischer Schrein, der die fünf Weckmannfiguren wieder in den Chor zurückbrachte. Mehrfache Restaurierungen der Zeitblom-Gemälde sind überliefert. 1845 wurden die Tafelbilder gespalten. Die Bilder der linken Flügelaußenseite gingen dabei verloren, jene der rechten Flügelaußeneite sind heute als Seitenaltarbilder vorhanden. Seit 1966 besteht ein neuer Altarschrein nach gotischem Vorbild, entworfen von Bildhauer Franz Lorch aus München.

## Beschreibung und Bedeutung

### Die Weckmann-Skulpturen

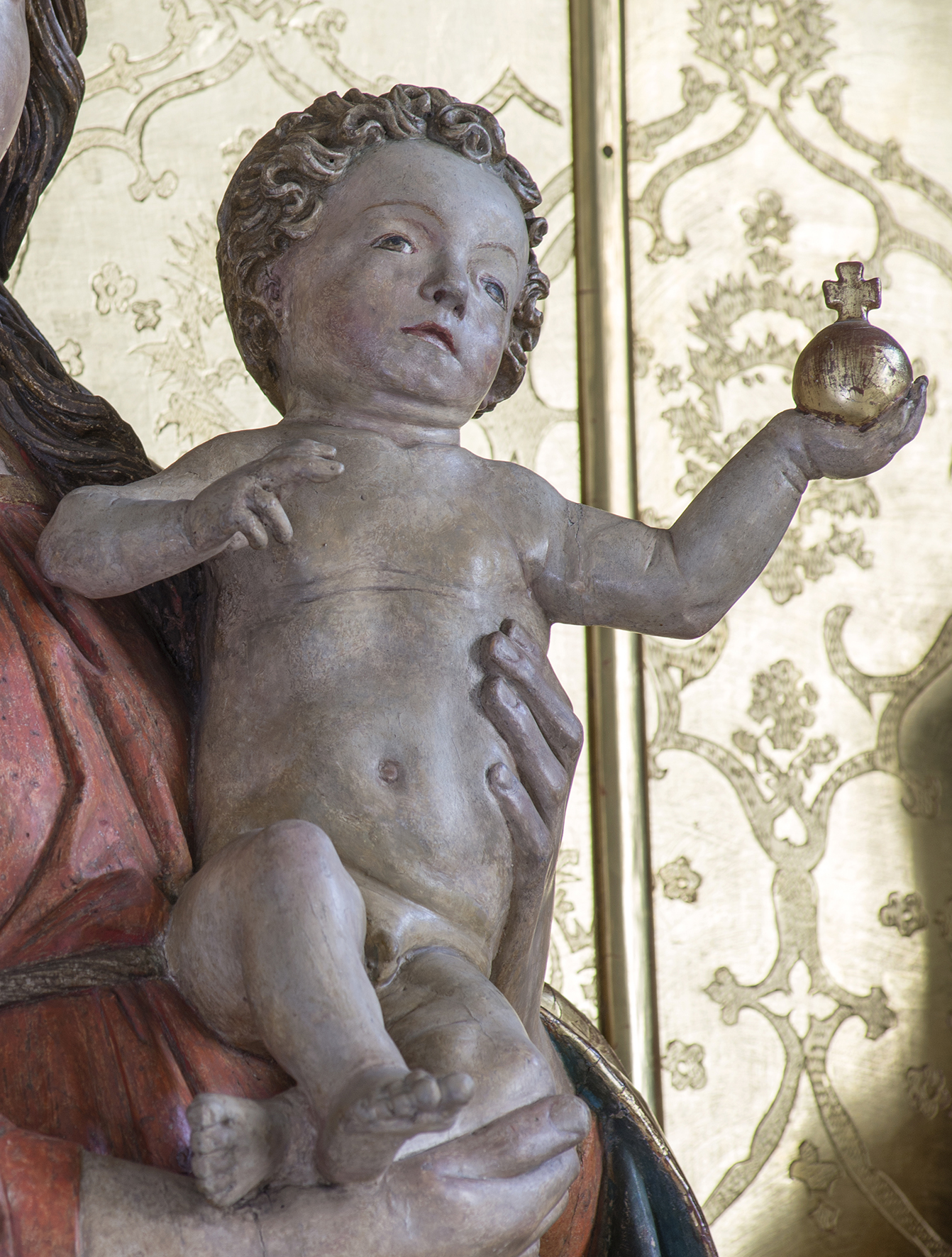
Maria mit dem segnendem Kind

Die fünf fast lebensgroßen Schreinfiguren von Niklaus Weckmann zeigen Maria mit dem Kind, die Apostel Petrus und Paulus, Johannes den Täufer und Maria Magdalena.

#### Die Madonna
Kunstkritiker sehen in der Bingener Madonna (164 cm Höhe) eines der großen Meisterwerke in der Bildhauerkunst der Spätgotik. Maria stellt dem Betrachter ihr Kind, den menschgewordenen Sohn Gottes, vor Augen. In ihr klingt mit dem leicht s-förmig geschwungenen Körper die Zeit der „Schönen Madonnen“ nach. Ihre Kopfhaltung und ihr Gesichtsausdruck zeigen Selbstbewusstsein, nehmen sich aber gleichzeitig zurück. Das Christuskind auf ihrem Arm steht im Vordergrund. Das nackte Kind in den Händen seiner Mutter wendet sich frontal den Gläubigen zu. In der linken Hand hält es die goldene Weltkugel, Zeichen seiner Macht. Die Finger der rechten Hand formen noch etwas unbeholfen den Segensgestus.

#### Die Apostel Petrus und Paulus
In den Figuren der Apostel Petrus und Paulus erkennt 1911 Julius Baum eine „vorzügliche Qualität“ und „die ersten lebensgroßen Vollstatuen … von nahezu einwandfreier Schönheit“. Attribut von Petrus ist der Schlüssel, von Paulus das Schwert. Der goldene Überwurf von Petrus erinnert an eine Kasel, das Messgewand eines Priesters. Mit dem zum Sprechen geöffneten Mund und den gesenkten Augenlidern sowie dem Buch in der rechten Hand erscheint Petrus in der Haltung eines Lehrenden, gleichsam als Verkörperung des „Stuhles Petri“.
Das Erscheinungsbild des Paulus entspricht der traditionellen Bildsprache: hohe Stirn, Reste eines Haarkranzes und ein wallender Bart, der auf seine Brust herunterreicht. Ernst liegt auf seinem Gesicht, die Lippen sind fest geschlossen. Die Gruben der Wangen deuten auf Entbehrungen und Misshandlungen hin. Buch und Schwert erzählen von seinem Leben und Sterben.

#### Johannes der Täufer und Maria Magdalena

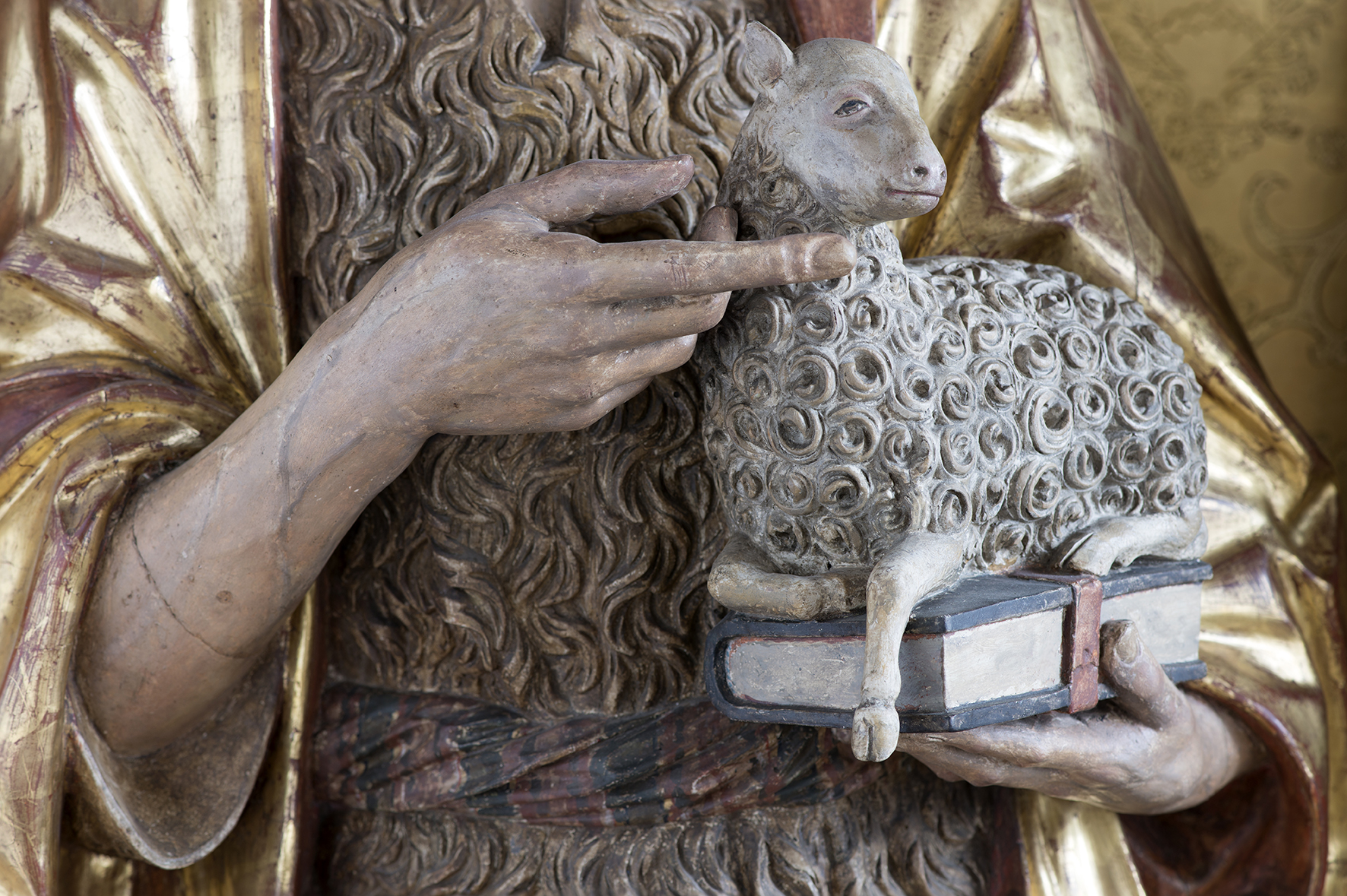
Johannes der Täufer (Detail)

In der Skulptur Johannes des Täufes liegt „eine neue Bildfindung innerhalb der Werkstatt“ vor. Tatsächlich muss die Figur als herausragendes Meisterwerk gewertet werden. Das bärtige Gesicht wird von dichten schulterlangen Haaren umrahmt, lockige Haarbüschel fallen auf die Stirn. Expressiv tritt die herausgearbeitete Gesichtsmuskulatur hervor. Seine Lebensform als Asket wird deutlich. Auf der linken Hand ruht auf einem Buch das Lamm. Mit der rechten Hand zeigt Johannes auf das Lamm, bzw. auf das Christuskind in der Mitte des Altars. „Seht das Lamm Gottes, das hinwegnimmt die Sünde der Welt“ (Joh 1,29 ). Die Figur des Bingener Johannes ist mit großem Gespür für die Anatomie des menschlichen Körpers geschnitzt. Die Hand mit dem gestreckten Zeigefinger ist aufs Sorgfältigste wiedergegeben. Venen, Muskeln und das Nagelbett offenbaren den wahren Meister.
Maria Magdalena trägt ein langes, in wellenförmigen Falten auf dem Boden aufstehendes Gewand. Über die Schulter ist ein goldener Mantel geworfen. Die Bahnen des Stoffes verweisen wie Pfeile auf die Salbdose in ihrer Hand bzw. schwingen von dort zur Erde hin zurück. Die geöffnete Dose erinnert an die Salbung im Haus des Pharisäers und deutet auf die verschwenderische Liebe hin, mit der sie Jesus begegnet.

### Die Zeitblom-Gemälde
Bei geöffnetem Altar wird der Altarschrein von zwei großen Darstellungen aus dem Marienleben auf den Flügelinnenseiten eingefasst: Geburt Christi (links) und Anbetung Christi durch die drei Weisen (rechts). Bei geschlossenem Altar waren nur die Flügelaußenseiten mit vier Szenen aus dem Marienleben zu sehen:  zwei Szenen (links, 1845 zerstört) sowie Darstellung Jesu im Tempel und Tod Mariens (rechts, heute am linken Seitenaltar).

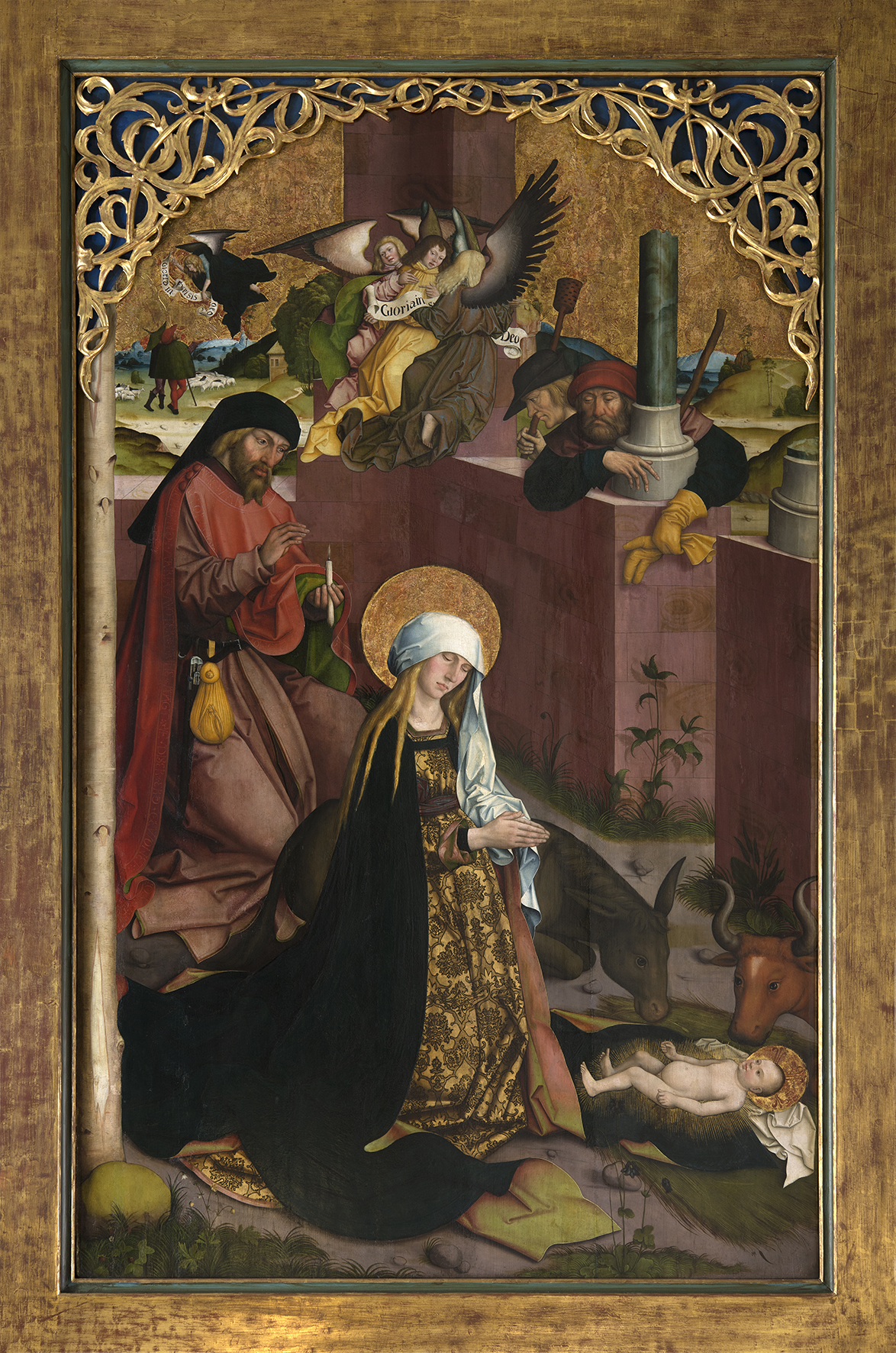
Geburt Christi von Zeitblom

#### Christi Geburt
Die Geburt Christi findet bei Bartholomäus Zeitblom in einer Architektur-Ruine statt. Links oben verkündet der Engel den Hirten die frohe Botschaft: Heute ist euch der Retter geboren (Lk 2,11 ). Rechts unten liegt das neugeborene Kind nackt auf der Erde. Ochs und Esel beugen sich über das Kind. Die Gottesmutter Maria kniet mit gefalteten Händen und geschlossenen Augen vor dem Kind. Josef betritt den Raum mit einer brennenden Kerze. Zwei Hirten haben sich von außen an die Mauer gelehnt. Oben triumphiert ein Engelschor. Das von goldenem Nimbus umstrahlte Haupt Mariens bedeckt ein weißes Tuch. Kräftige, blonde Haarsträhnen fallen über die Schultern. Unter dem sich öffnenden Mantel kommt das Goldbrokatgewand einer Königin zum Vorschein. Darüber trägt Maria einen (ursprünglich) blauen Mantel, der sich großflächig ausbreitet. Als Gottes-Mutter ist sie jetzt schon von der Gnade Gottes „überkleidet“. Das optische Pendant ist die Gestalt des Josef. Josef trägt ein Skapulier, wie ihn viele Mönchsorden im Mittelalter trugen. Rot und Purpur als Gewandfarben der Könige weisen auf Josefs Abstammung aus dem Königshaus David hin. Das Flämmchen der Kerze, das er durch seine Hand schützt, versinnbildlicht das zarte Lebenslicht des Neugeborenen. Im ovalen Strahlenkranz ruht das Kind auf einem Zipfel des weiten Mantels seiner Mutter auf bloßem Boden. Das weiße Tuch unter seinem Köpfchen erinnert an das Leinentuch, das bei der Heiligen Messe als Unterlage für Kelch und Hostienschale dient, in diesem Sinne als Unterlage für den Leib Christi zu verstehen (Größe der Tafel: 238 × 145 cm).

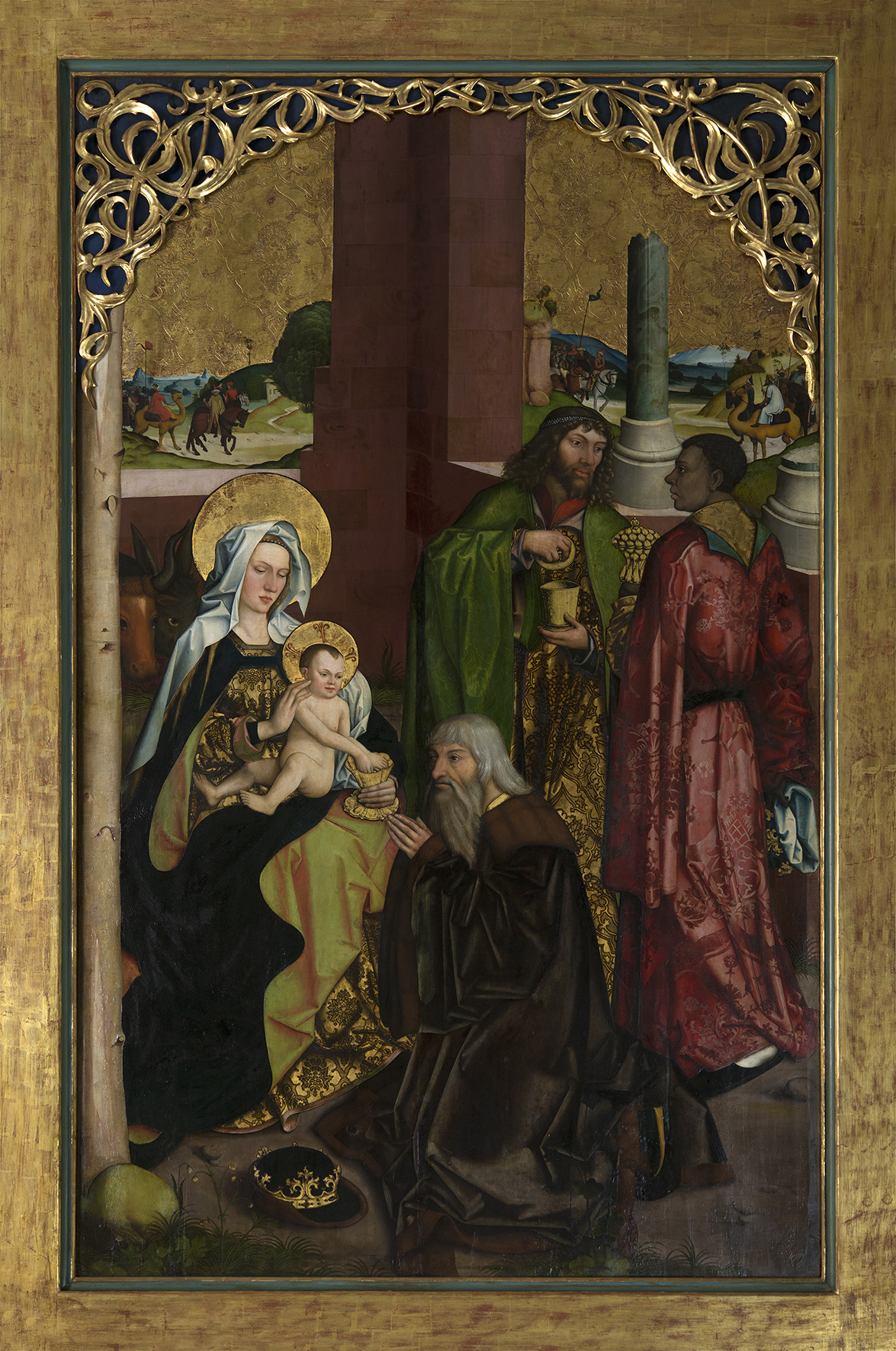
Anbetung der Weisen von Zeitblom

#### Anbetung der Weisen
Zeitblom verwendet bei der Tafel „Anbetung der Weisen“ denselben Hintergrund, der hier zur Audienzhalle wird. Maria präsentiert ihren Sohn wie auf einem Thron. Ein betagter König in pelzgesäumtem Mantel kniet vor den beiden. Dahinter stehen ein mittlerer und ein jüngerer König und unterhalten sich. Im Hintergrund sieht man die Karawanen ziehen. Der Huldigungsakt der drei Weisen ist als ein Weltereignis inszeniert. Ein Panorama bildet den Hintergrund des Riesenbildes (238 × 145 cm). Aus allen drei bewohnten Weltgegenden kommen die Karawanen und Reitertrosse, den neugeborenen König zu ehren. Der Vertreter der alten Welt hat seinen Hut abgelegt und kniet noch in Reisekleidung und mit gefalteten Händen vor dem neuen König. Seine Gabe ist das Gold, das von alters her als Bild des „unvergänglichen Logos“ gilt. Für das Anfassen bzw. Spielen des Kindes mit den Goldstücken gibt es keine Bildtradition. Die beiden nachfolgenden Könige haben sich schon der Reisekleidung entledigt und präsentieren sich in ihren Festgewändern. Die grüngewandete Person öffnet ihre Dose, damit der Wohlgeruch des Weihrauchs ausströmen kann. Das Geschenk des dunkelhäutigen Königs ist die Myrrhe. Es weist bereits auf den Tod Jesu hin.

#### Bilder der Außenseiten
Die Außenseiten der Flügel waren ursprünglich quergeteilt und besaßen je zwei Gemälde. Erhalten sind die „Darstellung Jesu im Tempel“ und „Marientod“. Vierzig Tage nach der Geburt bringt die Mutter ihren erstgeborenen Sohn nach Jerusalem, um ihn dem Herrn zu weihen (Lk 2,22-25 ). Zeitblom teilt das Bild in drei senkrechte Bereiche. Links übergibt Maria das Kind dem greisen Simeon. In der Mitte drängen sich die Verwandten und rechts schaut ein Prophet aus seinem Häuschen.
Der „Tod Mariens“ beschließt den vierteiligen Marienzyklus. Auffallend ist, dass die Sterbende nicht im Zentrum steht. Sie wird von zwei Aposteln gestützt, während die anderen sich betend um ein geöffnetes Buch (Bibel?) scharen. Wiederum am rechten Bildrand ein Prophet mit einer (unbeschriebenen) Schriftrolle.

#### Predella
Die Predella mit der „Vera Ikon“ oder dem „wahren Antlitz“ Christi (heute am rechten Seitenaltar) ist ebenfalls ein Meisterwerk Zeitbloms. Zwei Engel halten mit beiden Händen ein Tuchbild mit dem Haupt Christi. Es trägt eine Dornenkrone und Rinnsale von Blut überziehen Stirn und Wangen (60 × 180 cm).